# Strage dell'Arena
La strage dell’Arena fu un eccidio fascista avvenuto il 19 dicembre 1943 all’Arena Civica a Milano e nel corso della quale furono uccisi otto partigiani.
Otto partigiani furono fucilati da militi della Legione Autonoma Mobile Ettore Muti e del gruppo “Trieste” della RSI, in seguito a una sentenza di condanna a morte emessa dal Tribunale militare straordinario convocato in rappresaglia all’attentato che aveva ucciso il segretario del partito fascista milanese Aldo Resega.

## L'attentato ad Aldo Resega e la rappresaglia
Tre gappisti, istruiti la sera prima sull'azione prevista ma senza essere informati sull'identità del dirigente fascista da colpire, uccisero in via Bronzetti il 18 dicembre 1943 il commissario federale milanese del Partito Fascista Repubblicano di Milano Aldo Resega e riuscirono a fuggire in bicicletta.
Nonostante Resega avesse scritto nel suo testamento spirituale di non volere rappresaglie nel caso fosse ucciso, su ordine del ministro dell'interno della RSI Guido Buffarini Guidi e del capo della Provincia Oscar Uccelli il generale Solinas costituì un Tribunale militare straordinario che condannò a morte con un giudizio sommario otto partigiani arrestati nel novembre del 1943 detenuti nel carcere di San Vittore: 
- Carmine Campolongo,
- Fedele Cerini,
- Giovanni Cervi,
- Luciano Gaban,
- Alberto Maddalena,
- Carlo Mendel,
- Giuseppe Ottolenghi (detenuto sotto il falso nome di Antonio Maugeri),
- Amedeo Rossin.

Il Corriere della Sera del 20 dicembre dette notizia dell'omaggio alla salma di Resega e accanto degli "Otto criminali giustiziati" sostenendo che la condanna a morte non era una rappresaglia dell'attentato ma un semplice processo.
I due articoli scrivevano che Resega aveva affermato nel suo testamento di non volere rappresaglie ma che “tutto il fascismo è rimasto al suo posto, vigile e saldo, fidente che gli organi dello Stato avrebbero compiuto la loro opera di doverosa giustizia contro i sanguinari disgregatori dell’ordine e traditori della Patria”, facendo apparire falsamente la condanna a morte come un'azione non collegata strettamente all'attentato.

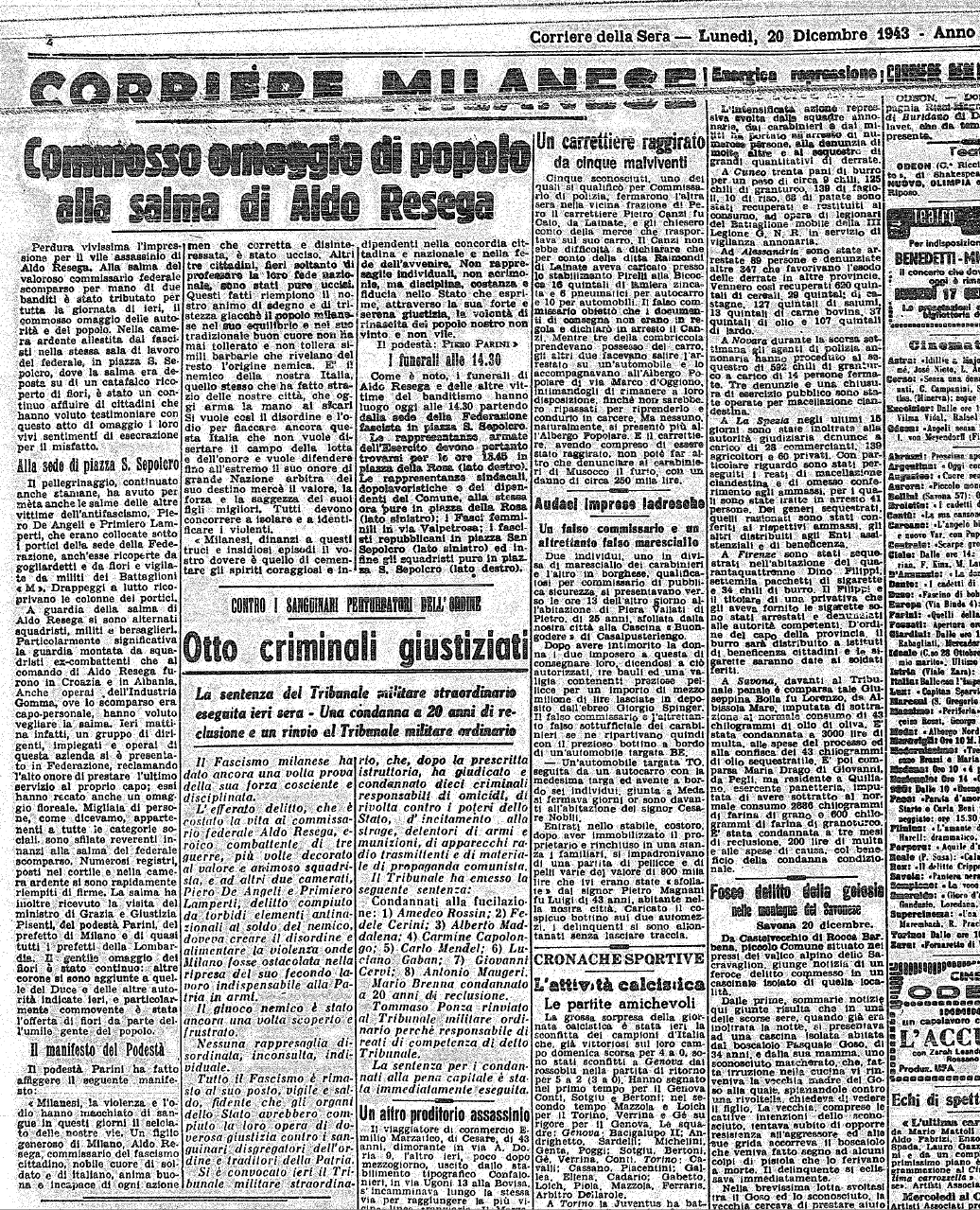
Corriere della Sera del 20 dicembre 1943

"All'alba di domenica 19 dicembre 1943 dieci detenuti politici furono prelevati da San Vittore con il cellulare e portati al Palazzo di Giustizia. Dalle 9:30 alle 14:30 furono tenuti ammanettati nella Sala degli Avvocati, in attesa del Tribunale militare straordinari che li doveva giudicare. Alle 14:30 arrivò il questore Santamaria Nicolini con altri due capitani fascisti e dopo nemmeno due ore di uno pseudoprocesso senza difesa, senza pubblico, senza alcuna formalità legale furono condannati a morte in otto".
La predeterminazione della condanna a morte è dimostrata dal fatto che l'Arena fu bloccata al pubblico da reparti militari alcune ore prima della sentenza del tribunale militare, come scritto nella sentenza citata della Corte d'Assise del 1946 con nota a pagina 40.
Il plotone di esecuzione era costituito dalla Legione Autonoma Mobile Ettore Muti e dalla “Trieste”. Invitati a collocarsi su sedie i condannati rifiutarono e vollero morire in piedi. Dietro di loro erano le casse da morto. Alle 17:30 sopraggiunse Santamaria Nicolini, presidente del Tribunale militare straordinario che lesse la condanna a morte. Chi non morì subito fu ucciso con un colpo di grazia di pistola.
Giuseppe Bulferi Bulferetti, nel suo discorso di commemorazione di Giovanni Cervi dell'ottobre del 1945, disse: "Dopo la crudele mistificazione del processo i nove sono portati all'Arena dove era stato predisposto il plotone di esecuzione composto di 20 militi della Trieste (fascisti vestiti da bersaglieri) e da 20 della Muti. Alle 17.30 è data lettura della Sentenza che ne condanna otto alla fucilazione alla schiena e al solo Brenna Mario viene commutata la pena a 20 anni di reclusione. Questi deve però assistere alla fucilazione dei suoi compagni. Le otto vittime innocenti si abbracciano e si baciano nel loro reciproco ultimo saluto e sono costrette a sedersi e a farsi legare su apposite sedie alla presenza del questore, del prefetto Uccelli in rappresentanza del Ministro Buffarini Guidi, ispiratore della strage. Al confessore il Cervi dice che per sé non gli importa di morire, ma gli dispiace per il colpo che dà alla madre e ai fratelli, e perché è una morte ingiusta e immeritata. Si leva il pullover e lo dà al cappellano militare da portare come suo ultimo ricordo alla fidanzata. E quando viene ordinata la terribile parola "fuoco" tutti gli otto martiri d'accordo si alzano in piedi come segno di protesta e per morire da forti. Il Cervi grida: "Viva l'Italia" e cade bocconi in avanti insieme agli altri."
Il padre di Maddalena ebbe notizia che “non appena il plotone ebbe eseguito l’esecuzione giunse Alessandro Pavolini, segretario del Partito Fascista Repubblicano, che si adirò perché avrebbe voluto essere presente. Uno dei fucilati era ancora agonizzante ed allora per sfogare la sua ira con la propria rivoltella lo finì.”.
Nel 1946 i giudici della Corte di Assise speciale di Milano condannarono a morte i membri del Tribunale militare che ricorsero poi in Cassazione ed ottennero una revisione del processo, dato che nel frattempo era stata decretata un'amnistia.

In ricordo dell’uccisione furono posti un cippo e una lapide all’Arena.

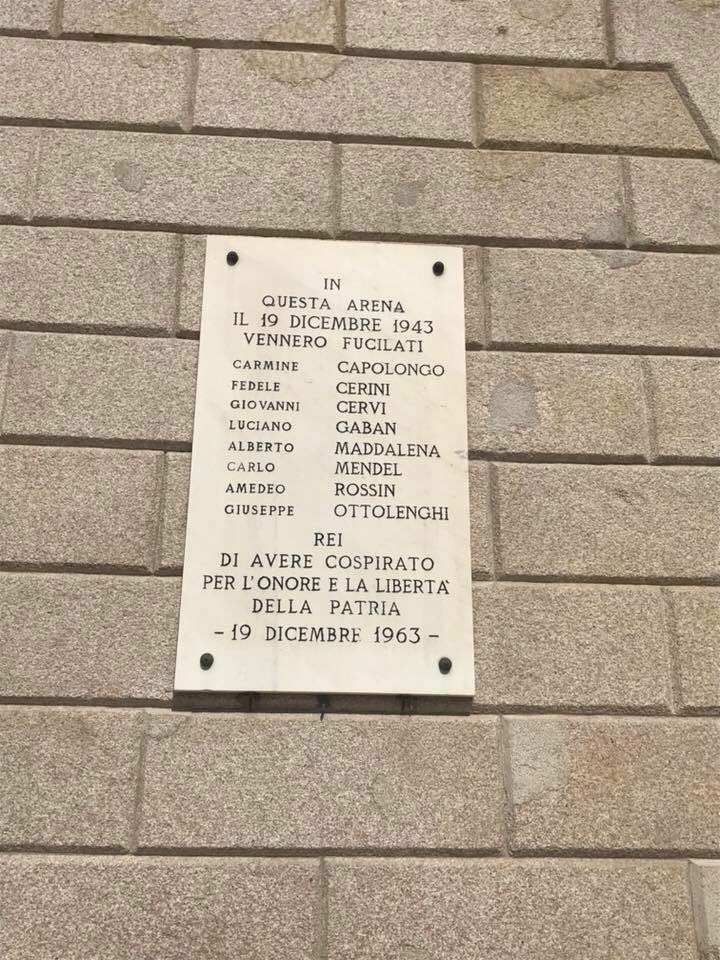
Lapide all’Arena Civica di Milano

Il 19 dicembre 2018 per il 75-esimo anniversario della condanna a morte l'ANPI e il Comune di Milano hanno commemorato l'evento presso il cippo all'Arena deponendo due corone.

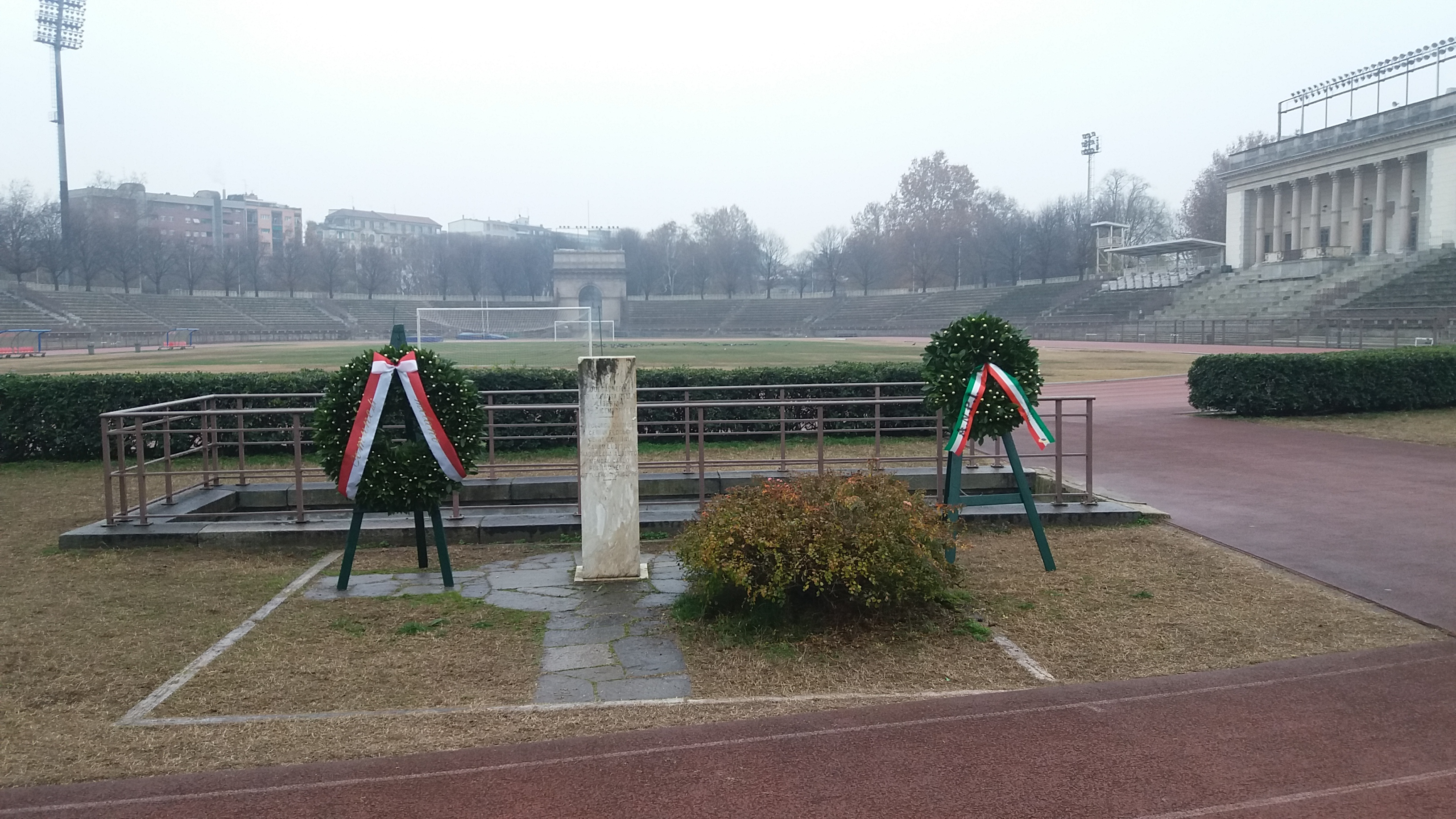
Corone dell'ANPI e del Comune di Milano accanto al cippo il 19 dicembre 2018

## Le vittime
- Carmine Campolongo, nato a Ortanova (FG), arrestato il 5 novembre 1943 in Valcuvia
- Fedele Cerini, manovale, nato a Cuvio nel 1914, arrestato il 10 novembre 1943 in Valcuvia
- Giovanni Cervi, ingegnere, nato a Gattatico (RE) il 1 giugno 1903, arrestato il 3 novembre 1943 a Milano
- Luciano Gaban, arrestato nel novembre 1943 a Milano
- Alberto Maddalena, paracadutista nella guerra d'Africa, nato a Milano il 17 settembre 1916, arrestato nel novembre 1943 a Milano
- Carlo Mendel, fisico e ricercatore, nato a Sestri Levante (GE) il 29 dicembre 1915, arrestato il 26 ottobre 1943 a Milano
- Giuseppe Ottolenghi, studente, nato a Milano il 15 novembre 1921, arrestato nel novembre 1943 a Milano
- Amedeo Rossin, nato a Pressana (VR) nel 1923, arrestato nel novembre 1943

Carmine Capolongo, Luciano Gaban, Alberto Maddalena, Fedele Cerini e Amedeo Rossin erano legati in modi diversi al gruppo «Cinque Giornate – San Martino di Vallalta – Varese», comandato dal colonnello dei Bersaglieri Carlo Croce.
Alberto Maddalena si era unito ai partigiani della Valcuvia; dopo la loro sconfitta fu arrestato a Milano dalle SS durante una perquisizione perché trovato con un biglietto di ringraziamento di un militare inglese. Stava per essere liberato il giorno dell'attentato a Resega. Gli fu intitolata via Vitruvio a Milano per un mese dopo la guerra, poi il sindaco Antonio Greppi cambiò idea.

## I responsabili
I giudici del Tribunale Militare straordinario che condannò a morte le vittime furono:
- Camillo Santamaria Nicolini, presidente, poi questore di Milano, nato nel 1894 a Maddaloni
- Francesco Belardinelli, pubblico ministero, nato nel 1911 a Messina
- Vittorio Mariani, membro, nato nel 1896 a Milano
- Carmelo Solaro, membro, tenente della X Flottiglia MAS, nato nel 1908 a Milano
- Alfredo Tarsia, membro, tenente colonnello del terzo reggimento Bersaglieri, nato nel 1903 a San Cipriano Piacentino

Santamaria Nicolini, accusato di aver presieduto, nella sua qualità di questore, il tribunale straordinario che ordinò la rappresaglia, fu condannato il 12 novembre 1946 alla pena di morte. Il 4 dicembre 1947 la Corte di Cassazione annullò la sentenza per deficiente ed erronea motivazione circa la configurazione giuridica del reato e sul diniego delle attenuanti generiche e rinviò gli atti alla Corte d’assise di Roma.
Francesco Belardinelli, pubblico ministero del tribunale straordinario che ordinò la rappresaglia, fu condannato il 12 novembre 1946 alla pena di morte. La Corte di Cassazione il 14 febbraio 1949 annullò la sentenza e rinviò per nuovo esame alla Corte d’assise di Viterbo.
Vittorio Mariani, membro del tribunale straordinario, fu condannato il 12 novembre 1946 alla pena di morte. La Corte di Cassazione il 14 febbraio 1949 annullò la sentenza e rinviò per nuovo esame alla Corte d’assise di Viterbo.
Carmelo Solaro, tenente della X Mas, accusato di aver fatto parte del tribunale straordinario che ordinò la rappresaglia, fu condannato il 27 ottobre 1945 a sedici anni e otto mesi. La Corte di Cassazione il 3 settembre 1946 annullò la sentenza e rinviò per un nuovo giudizio alla Corte d'Assise speciale di Como.
Alfredo Tarsia, ten. Col. del terzo Reggimento bersaglieri, membro del tribunale straordinario, fu condannato il 12 novembre 1946 a 16 anni di reclusione. Il 4 dicembre 1947 la Corte di Cassazione annullò la sentenza per estinzione del reato a seguito di amnistia.

Il ministro degli interni Guido Buffarini Guidi e il presidente della provincia Oscar Uccelli furono condannati a morte nel 1945 dalla Corte d'Assise speciale in quanto le loro responsabilità furono considerate gravissime, ma mentre il primo venne giustiziato come criminale di guerra, il secondo fece ricorso in Cassazione e la Corte d'Assise di Brescia rifece il processo e lo condannò a 30 anni di reclusione. Uscì di prigione già nel 1947.